# Neomyia setulosa
Neomyia setulosa är en tvåvingeart som först beskrevs av Zielke 1972.  Neomyia setulosa ingår i släktet Neomyia och familjen husflugor.
Artens utbredningsområde är Madagaskar. Inga underarter finns listade i Catalogue of Life.